# Snookersäsongen 2007/2008
Snookersäsongen 2007/2008 behandlar säsongen för de professionella spelarna i snooker.

## Nyheter

### Andra rankingturneringen i Kina
För första gången någonsin spelades det under en säsong två rankingturneringar i Kina. Vårturneringen China Open i Peking fick sällskap av den nya turneringen Shanghai Masters som avgjordes på hösten. Båda turneringarna blev succéer, både publikmässigt och ekonomiskt 

### Malta Cup förlorar sin rankingstatus
Malta Cup, som fram till 2007 var den enda rankingturneringen i Europa utanför Brittiska öarna förlorade sin rankingstatus. Turneringen spelades ändå, som inbjudningsturnering , och med ett nytt gruppspelsformat: Tjugo spelare, varav fyra wild cards delades in i fyra grupper om fem i varje. Alla mötte alla inom gruppen, och gruppsegrarna gick till semifinal. Gruppmatcherna spelades i bäst-av-6 frames, vilket innebar att en match kunde sluta oavgjort.

### Världsrankingen
Ronnie O'Sullivan innehade en tämligen överlägsen förstaplats på världsrankingen efter säsongens slut, efter sin vinst i VM. Han följdes närmast av Stephen Maguire och Shaun Murphy. För slutställning samt alla rankingpoäng under säsongen, se snookerns världsrankingpoäng 2007/2008.

## Tävlingskalendern
| Inbjudningsturneringar |
| Rankingturneringar     |

| År   | Datum            | Turnering                    | Plats                 | Vinnare           | Finalist          | Resultat |
| ---- | ---------------- | ---------------------------- | --------------------- | ----------------- | ----------------- | -------- |
| 2007 | 6-12 augusti     | Shanghai Masters             | Shanghai, Kina        | Dominic Dale      | Ryan Day          | 10-6     |
| 2007 | 6 oktober        | Pot Black Cup                | Sheffield, England    | Ken Doherty       | Shaun Murphy      | 1-0      |
| 2007 | 13-21 oktober    | Grand Prix                   | Aberdeen, Skottland   | Marco Fu          | Ronnie O'Sullivan | 9-6      |
| 2007 | 4-11 november    | Northern Ireland Trophy      | Belfast, Nordirland   | Stephen Maguire   | Fergal O'Brien    | 9-5      |
| 2007 | 1-2 december     | Premier League Slutspel      | Aberdeen, Skottland   | Ronnie O'Sullivan | John Higgins      | 7-4      |
| 2007 | 8-16 december    | UK Championship              | Telford, England      | Ronnie O'Sullivan | Stephen Maguire   | 10-2     |
| 2008 | 13-20 januari    | Masters                      | London, England       | Mark Selby        | Stephen Lee       | 10-3     |
| 2008 | 4-10 februari    | Malta Cup                    | Portomaso, Malta      | Shaun Murphy      | Ken Doherty       | 9-3      |
| 2008 | 11-17 februari   | Welsh Open                   | Newport, Wales        | Mark Selby        | Ronnie O'Sullivan | 9-8      |
| 2008 | 24-30 mars       | China Open                   | Peking, Kina          | Stephen Maguire   | Shaun Murphy      | 10-9     |
| 2008 | 19 april - 5 maj | VM i snooker                 | Sheffield, England    | Ronnie O'Sullivan | Allister Carter   | 18-8     |
| 2008 | 14-15 maj        | Championship League Slutspel | Stock, Essex, England | Joe Perry         | Mark Selby        | 3-1      |